# تيم ماسون
تيم ماسون (12 أبريل 1975 - ) (بالإنجليزية: Tim Mason)‏ هو لاعب كريكت بريطاني.